# Denis Quilley
Pour les articles homonymes, voir Quilley.
Denis Clifford Quilley, né à Londres, dans le borough d'Islington, le 26 décembre 1927 et mort dans cette ville le 5 octobre 2003, est un acteur anglais.

## Biographie
Denis Quilley est engagé par le Birmingham Repertory Theatre (en) dans son adolescence, puis, après son service militaire obligatoire, il a commence une carrière à West End en 1950, succédant à Richard Burton dans The Lady's Not for Burning de Christopher Fry. Dans les années 1950, il monte sur scène dans des revues, comédies musicales et opérettes, il joue tant à la télévision qu'au théâtre dans des dramatiques classiques et modernes.
Pendant les années 1960, il devient un acteur de premier plan, tournant dans ses premiers films et étant une vedette à la télévision australienne. Dans les années 1970, il est membre du Royal National Theatre de Laurence Olivier. Il rejoint la Royal Shakespeare Company en 1977 où il tient le rôle principal dans Privates on Parade (en), qui a donné lieu par après à un long métrage. Il a joué par après dans des comédies musicales, tenant notamment le rôle-titre dans Sweeney Todd (1980) et celui de Georges dans La Cage aux Folles (1986).

## Filmographie partielle

### Au cinéma
- 1965 : Les Chemins de la puissance : Ben
- 1969 : Anne des mille jours : Weston
- 1974 : Contre une poignée de diamants (The Black Windmill) : Bateson
- 1974 : Le Crime de l'Orient-Express : Foscarelli
- 1982 : Meurtre au soleil (Evil Under the Sun) : Kenneth Marshall
- 1983 : Privates on Parade : Acting Captain Terri Dennis
- 1984 : Memed My Hawk : Rejeb
- 1985 : Le Roi David (King David) de Bruce Beresford : Samuel
- 1986 : Foreign Body : Prime Minister
- 1990 : Mister Johnson : Bulteen
- 1993 : Mémoire d'un sourire (Storia di una capinera) : Baron Cesaro

### À la télévision
- 1985 : A.D. : Anno Domini : saint Pierre
- 1986 : Le Retour de Sherlock Holmes : L'Aventure du pied du diable : Dr Léon Sterndale

## Récompenses et distinctions
- Laurence Olivier Awards
- Officier de l'ordre de l'Empire britannique